# 霍羅多克 (卡明-卡希爾斯基市鎮)
霍羅多克 （羅馬化：Horodok，發音：[ɦɔrɔˈdɔk] ⓘ）是烏克蘭西部沃倫州卡明-卡希爾斯基區卡明-卡希爾斯基市镇内的村落，始建於1570年，面積0.3平方公里，海拔高度149米，2001年人口76，人口密度每平方公里252.49人。